# Predjamski Grad

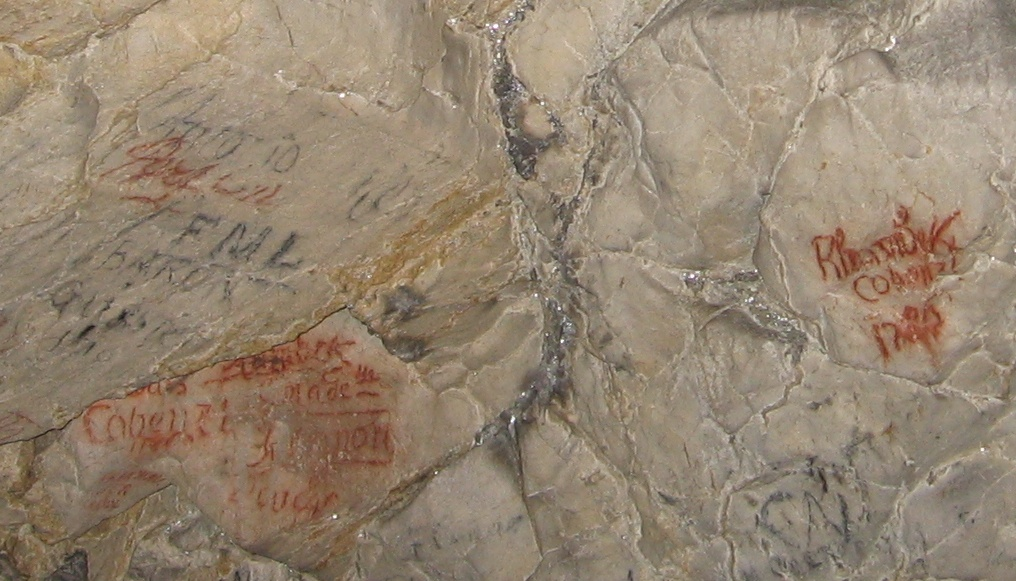
„graffiti” z XVIII wieku w podziemnej jaskini: Cobenzi 1785

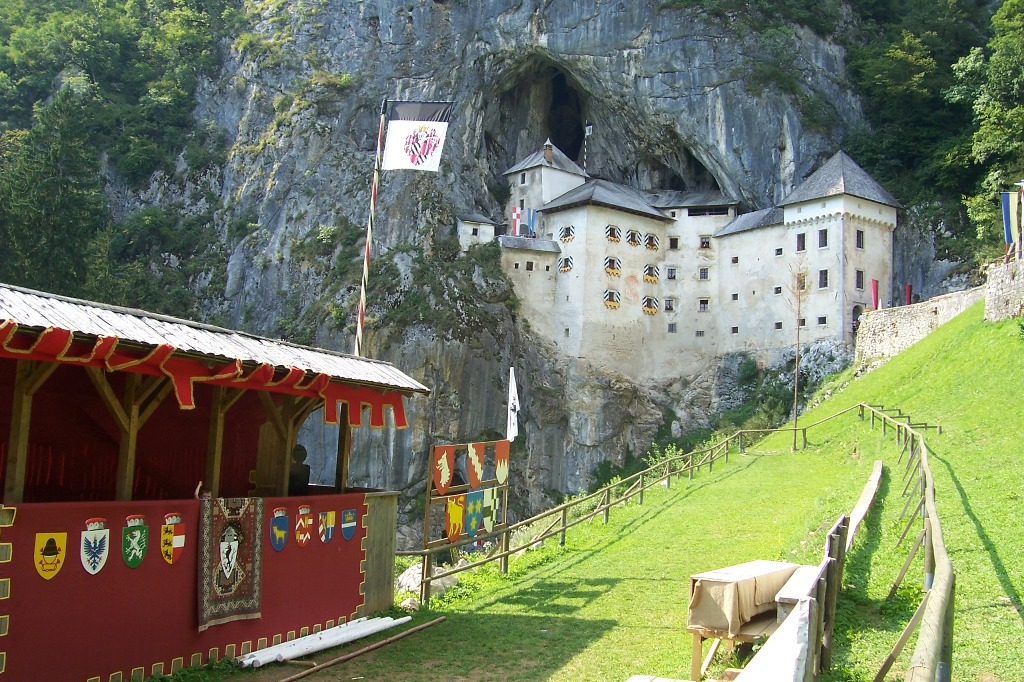

Predjamski Grad – czteropiętrowy zamek we wsi Predjama, w gminie Postojna w Słowenii, pod ponadstumetrową pionową skałą wchodzącą w skład wyżyn słoweńskiego Krasu.
Zamek wbudowany był pierwotnie w XII wieku (wzmiankowany w 2 połowie w. XIII) w obszerną jaskinię w skałach, zakrywając jej wejście. Jego ślady widoczne są w głębi jaskini i wchodzą w skład poszczególnych zamkowych pomieszczeń. Później – około roku 1570 – został rozbudowany do obecnego kształtu. Partie jaskini wykorzystywane przez zamek mają połączenie z rozległym systemem korytarzy jaskiniowych, które położone są w większości poniżej zamku. W chwilach zagrożenia zewnętrznymi najazdami chroniła się tam okoliczna ludność wraz ze swoim dobytkiem i inwentarzem.
Jaskinia pod zamkiem jest jedną z wielu w najbliższej okolicy jaskiń krasowych, tak jak położona w pobliżu (9 km) jaskinia Postojna. W odróżnieniu jednak od tamtej, którą wydrążyły podziemne wody rzeki Pivka (spływającej do Ljubljanicy, stamtąd do Sawy i przez Dunaj do Morza Czarnego), to jaskinia w Predjamie powstały w wyniku działania wód rzeki Lokva płynących w stronę Adriatyku. Oznacza to, że pomiędzy Predjamą a Postojną znajduje się dział wód obu tych mórz. Część jaskini jest „martwa”, tzn. nie postępują w niej już dalsze zjawiska krasowe, co jest skutkiem m.in. działalności człowieka – wykorzystywania tych partii jaskini do celów mieszkalnych i magazynowych, a także drążenia pomiędzy nimi przejść, tuneli, szybów i sztolni.
W XV wieku zamek był siedzibą legendarnego barona-rozbójnika Erazma Lüggera, który – jak Janosik albo Robin Hood – grabił przejeżdżające w pobliżu kupieckie karawany, a łupy rozdawał biednym. Podczas wojny austriacko-węgierskiej (między cesarzem Fryderykiem III i królem węgierskim Maciejem Korwinem) baron stanął po stronie Węgrów, co w rezultacie doprowadziło do oblężenia w 1483 jego zamku przez wojska austriackie pod dowództwem Gaśpera Ravbara z Triestu. Istnienie podziemnych przejść pozwalało załodze zamku na w miarę swobodne, ale skryte wychodzenie na zewnątrz i bezpieczny powrót z zaopatrzeniem. Mając w ten sposób dostęp do świeżego mięsa, warzyw i owoców baron Lügger drwił z Austriaków wysypując je im na głowy. Oblężenie trwało rok, aż w 1484 baron został zdradzony przez kogoś ze swej służby i został zabity przez austriacką kulę armatnią w chwili, kiedy przebywał w latrynie. Sprzedajny sługa zapalił lampę wskazującą Austriakom kierunek, w którym powinni strzelać.
Szesnastowieczna rozbudowa zamku do współczesnego jego kształtu jest dziełem jednego z kolejnych właścicieli – Ivana Kobenzla. Ukryte przejście, którym posługiwał się Lügger zamurowano w XVII wieku, posługiwali się nim bowiem również złodzieje wynoszący z zamku cenne przedmioty. Hrabia Michael Coronini odziedziczył zamek w roku 1810, a książę Alfred von Windischgrätz kupił go w 1846. Na początku XX wieku rozpoczęto ponowną eksplorację podziemnych korytarzy, rozpoczęto nawet układanie elektrycznej sieci oświetleniowej. Wojna światowa jednak przerwała te prace. Dopiero po II wojnie światowej speleologowie dokończyli eksplorację podziemi. Odtworzono dostęp do zamku od strony jaskini, a korytarz nazwany imieniem Erazma udostępniono do zwiedzania. Obecnie zamek wraz z parusetmetrowym odcinkiem jaskini jest otwarty dla turystów. Można je zwiedzać pod opieką przewodnika codziennie z wyjątkiem poniedziałków. Możliwe jest także zwiedzanie zaawansowane (z użyciem sprzętu speleologicznego) kilku dalszych kilometrów ciągów jaskini pod warunkiem uzgodnienia tego zamierzenia z miejscowymi władzami.